# Batalha do Cabo de São Vicente (1833)
A batalha do Cabo de São Vicente, travada a 5 de Julho de 1833, foi um encontro decisivo na Guerra Civil Portuguesa. A força naval comandada pelo oficial britânico Charles John Napier ao serviço de D. Pedro, regente em nome da rainha D. Maria II, derrotou a armada realista de D. Miguel, comandada pelo almirante António Torres de Aboim. O recontro deu-se ao largo do Cabo de São Vicente, tendo resultado numa vitória decisiva das forças liberais. Com esta batalha a armada absolutista praticamente desapareceu.

## Descrição
No verão de 1833 o governo liberal decide enviar para as costas do Alentejo e Algarve uma força naval com o objectivo de ali desembarcar forças que permitissem abrir uma nova frente na guerra civil, avançando sobre Lisboa a partir do sul. O governo realista reagiu enviando para a costa sul a esquadra que lhe era fiel, sob o comando do chefe de esquadra António Torres de Aboim. A força realista era composta por duas naus, duas fragatas, três corvetas e dois brigues.
As forças inimigas avistaram-se a 3 de Julho, mas só depois de dois dias de manobras, na manhã do dia 5 daquele mês, se deu o combate, ao largo do Cabo de São Vicente. A hesitação no início do combate foi desfavorável à esquadra miguelista, já que entretanto se dera uma acalmia do vento e do mar que permitiu à esquadra liberal, comandada por Charles Napier, realizar um golpe arrojado e lançar-se à abordagem dos navios adversários. Ao recorrer ao combate próximo, evitando o tradicional confronto de artilharia com manobras em linha, conseguiu anular a vantagem numérica e de poder de fogo que os miguelistas detinham.
O comandante das forças miguelistas, preso às tácticas de combate convencionais melhor dominadas pelos oficiais portugueses, deixou-se surpreender pela audácia de Napier, um oficial de marinha britânico com muito maior flexibilidade táctica. Neste combate, que pode ser encarado como se de uma batalha entre britânicos e portugueses, pois além do almirante da esquadra liberal também eram britânicos os comandantes dos principais navios da força, resultou o apresamento das naus, das fragatas e de uma corveta da esquadra miguelista. O desastre foi enorme, apenas tendo escapado a corveta Isabel Maria e a corveta Cíbele, que retiraram para Lisboa. O brigue Tejo procurou refúgio na ilha da Madeira e o brigue Audaz entregou-se em Lagos, no dia seguinte). Com esta batalha a armada fiel a D. Miguel praticamente desapareceu, deixando os liberais com o domínio pleno do mar.

## Navios
| Esquadra Liberal              | Esquadra Liberal              | Esquadra Liberal              | Esquadra Liberal                        | Esquadra Liberal              | Esquadra Liberal              | Esquadra Liberal              | Esquadra Liberal              |
| Almirante Charles John Napier | Almirante Charles John Napier | Almirante Charles John Napier | Almirante Charles John Napier           | Almirante Charles John Napier | Almirante Charles John Napier | Almirante Charles John Napier | Almirante Charles John Napier |
| Navio                         | Tipo de navio                 | Canhões                       | Comandante                              | Causas                        | Causas                        | Causas                        | Notes                         |
| Navio                         | Tipo de navio                 | Canhões                       | Comandante                              | Mortos                        | Desaparecidos                 | Total                         | Notes                         |
| ----------------------------- | ----------------------------- | ----------------------------- | --------------------------------------- | ----------------------------- | ----------------------------- | ----------------------------- | ----------------------------- |
| "Dom Pedro"                   | Fragata                       | 50                            | Capitão: Thomas Goble                   |                               |                               |                               |                               |
| "Rainha de Portugal"          | Fragata                       | 46                            | Comodoro: Willinson Capitão: MacDonough | 1                             | 5                             | 6                             | Navio Almirante               |
| "Dona Maria II"               | Fragata                       | 42                            | Capitão: Peake                          |                               |                               |                               |                               |
| " Portuense"                  | Corveta                       | 26                            | Capitão: Blackstone                     |                               |                               |                               |                               |
| "Vila Flor"                   | Brigue                        |                               | Capitão: Ruxton                         | 11                            | 12                            | 23                            |                               |
| Desconhecido                  | Vapor                         | ??                            |                                         |                               |                               |                               |                               |
| Desconhecido                  | Vapor                         | ??                            |                                         |                               |                               |                               |                               |
| Desconhecido                  | Vapor                         | ??                            |                                         |                               |                               |                               |                               |
| Desconhecido                  | Vapor                         | ??                            |                                         |                               |                               |                               |                               |
| Desconhecido                  | Vapor                         | ??                            |                                         |                               |                               |                               |                               |
| lllll                         |                               |                               |                                         |                               |                               |                               |                               |
| Fonte:?                       |                               |                               |                                         |                               |                               |                               |                               |

| Esquadra Miguelista               | Esquadra Miguelista               | Esquadra Miguelista               | Esquadra Miguelista               | Esquadra Miguelista               | Esquadra Miguelista               | Esquadra Miguelista               | Esquadra Miguelista               |
| Almirante António Torres de Aboim | Almirante António Torres de Aboim | Almirante António Torres de Aboim | Almirante António Torres de Aboim | Almirante António Torres de Aboim | Almirante António Torres de Aboim | Almirante António Torres de Aboim | Almirante António Torres de Aboim |
| Navio                             | Tipo de navio                     | Canhões                           | Comandante                        | Causas                            | Causas                            | Causas                            | Notes                             |
| Navio                             | Tipo de navio                     | Canhões                           | Comandante                        | Mortos                            | Desaparecidos                     | Total                             | Notes                             |
| --------------------------------- | --------------------------------- | --------------------------------- | --------------------------------- | --------------------------------- | --------------------------------- | --------------------------------- | --------------------------------- |
| Dom João VI                       | Nau de linha                      | 80                                | Capitão: Thomas Goble             |                                   |                                   |                                   | Navio Almirante                   |
| "Rainha"                          | Nau de linha                      | 74                                |                                   | 1                                 | 5                                 | 6                                 |                                   |
| "Dona Maria II"                   | Fragata                           | 42                                | Capitão: Peake                    |                                   |                                   |                                   |                                   |
| " Portuense"                      | Corveta                           | 26                                | Capitão: Blackstone               |                                   |                                   |                                   |                                   |
| "Vila Flor"                       | Brigue                            |                                   | Capitão: Ruxton                   | 11                                | 12                                | 23                                |                                   |
| Desconhecido                      | Vapor                             | ??                                |                                   |                                   |                                   |                                   |                                   |
| Desconhecido                      | Vapor                             | ??                                |                                   |                                   |                                   |                                   |                                   |
| Desconhecido                      | Vapor                             | ??                                |                                   |                                   |                                   |                                   |                                   |
| Desconhecido                      | Vapor                             | ??                                |                                   |                                   |                                   |                                   |                                   |
| Desconhecido                      | Vapor                             | ??                                |                                   |                                   |                                   |                                   |                                   |
| lllll                             |                                   |                                   |                                   |                                   |                                   |                                   |                                   |
| Fonte:?                           |                                   |                                   |                                   |                                   |                                   |                                   |                                   |

### Esquadra Miguelista
- Nau Rainha 74 (Barradas) - Capturada pelo Rainha de Portugal
- Dom João 74 - Capturada
- Martinho de Freitas 50 - Capturada
- Duquesa de Bragança 56 - Capturada pelo Donna Maria
- Isabel Maria 22 (corveta) - Capturada
- Princesa Real 24 (corveta)
- Tejo 20 (corveta)
- Sybille 20 (corveta)
- Audaz 18 (briga)
- Activa (enxabeque)